# Distrito de San Antonio (San Martín)
El distrito peruano de San Antonio de Cumbaza es uno de los 14 distritos de la provincia de San Martín en el departamento de San Martín, en el Perú.

## Ubicación geográfica
La capital se encuentra situada a 510 m s.n.m. y a 12 km de Tarapoto, a 6°21’40” latitud sur y 76°19’ 50” longitud oeste.

## Historia
El distrito fue creado el 31 de octubre de 1932.

## Población
La población actualmente es de 1489 habitantes, con un 99 % de hispanohablantes y 1 % de lenguas nativas.

## División administrativa
El área total del distrito de 93,03 km², distribuidos entre comunidades campesinas y centros poblados menores.

### Centros poblados
- San Pedro de Cumbaza
- La Loma
- La Bajada
- La Banda de Cumbaza